# Perilampus subcarinatus
Perilampus subcarinatus är en stekelart som beskrevs av Crawford 1914. Perilampus subcarinatus ingår i släktet Perilampus och familjen gropglanssteklar. Inga underarter finns listade i Catalogue of Life.